# أليكساندر ليتيليير
اليكساندر ليتيليير (بالفرنسية: Alexandre Letellier) (11 ديسمبر 1990 بباريس في فرنسا - ) هو لاعب كرة قدم فرنسي في مركز حراسة المرمى. لعب مع باريس سان جيرمان ونادي أنجيه ونادي يانغ بويز.

## روابط خارجية
- أليكساندر ليتيليير على موقع الاتحاد الأوربي (الإنجليزية)
- أليكساندر ليتيليير على موقع اتحاد النرويج (النرويجية)
- أليكساندر ليتيليير على موقع رابطة كرة القدم الفرنسية للمحترفين (الإنجليزية)
- أليكساندر ليتيليير على موقع إي إس بي إن إف سي (الإنجليزية)
- أليكساندر ليتيليير على موقع قاعدة بيانات كرة القدم.إي يو (الإنجليزية)
- أليكساندر ليتيليير على موقع ليكيب (الفرنسية)
- أليكساندر ليتيليير على موقع Soccerbase.com (لاعب) (الإنجليزية)
- أليكساندر ليتيليير على موقع Soccerway.com (الإنجليزية)
- أليكساندر ليتيليير على موقع عالم كرة القدم.نت (الإنجليزية)
- أليكساندر ليتيليير على موقع كووورة